# كيفن نورتن
كيفن نورتن (بالإنجليزية: Kevin Norton)‏ هو ملحن أمريكي، ولد في 21 يناير 1956 في بروكلين في الولايات المتحدة.

## وصلات خارجية
- كيفن نورتن على موقع ميوزك برينز (الإنجليزية)
- كيفن نورتن على موقع ميوزك برينز (الإنجليزية)
- كيفن نورتن على موقع ديسكوغز (الإنجليزية)